# Priscila Marques
Priscila Marques (nascida em 17 de maio de 1978, na cidade de Santos) é uma desportista brasileira que participou de competições de judô.Priscila Marques na Olympedia   Ganhou duas medalhas nos Jogos Panamericanos, em 1999 e em 2007, e oito medalhas no Campeonato Panamericano de Judô, entre os anos de 1998 e 2008.

## Prêmios internacionais
| Judô nos Jogos Pan-Americanos    | Judô nos Jogos Pan-Americanos       | Judô nos Jogos Pan-Americanos | Judô nos Jogos Pan-Americanos |
| Ano                              | Cidade                              | Medalha                       | Categoria                     |
| -------------------------------- | ----------------------------------- | ----------------------------- | ----------------------------- |
| 1999                             | Winnipeg, Canadá                    | Medalha de bronze             | +78 kg                        |
| 2007                             | Río de Janeiro, Brasil              | Medalha de bronze             | +78 kg                        |
| Campeonato Pan-Americano de Judô |                                     |                               |                               |
| Ano                              | Cidade                              | Medalha                       | Categoria                     |
| 1998                             | Santo Domingo, República Dominicana | Medalha de bronze             | +78 kg                        |
| 1999                             | Montevideo, Uruguai                 | Medalha de bronze             | +78 kg                        |
| 2001                             | Córdoba, Argentina                  | Medalha de prata              | +78 kg                        |
| 2003                             | Salvador, Brasil                    | Medalha de bronze             | +78 kg                        |
| 2004                             | Isla de Margarita, Venezuela        | Medalha de bronze             | +78 kg                        |
| 2006                             | Buenos Aires, Argentina             | Medalha de prata              | Aberta                        |
| 2007                             | Montreal, Canadá                    | Medalha de prata              | Aberta                        |
| 2008                             | Miami, Estados Unidos               | Medalha de prata              | Aberta                        |